# Dasyses barbata
Dasyses barbata är en fjärilsart som beskrevs av Hugo Theodor Christoph 1881. Dasyses barbata ingår i släktet Dasyses och familjen äkta malar. Inga underarter finns listade i Catalogue of Life.